# Brodersby-Goltoft
Brodersby-Goltoft är en kommun i Kreis Schleswig-Flensburg i förbundslandet Schleswig-Holstein i Tyskland. Den tidigare kommunen Goltoft uppgick i kommen Brodersby den 1 mars 2018 samtidigt som namnet ändrades till Brodersby-Goltoft.
Kommunen ingår i kommunalförbundet Amt Südangeln tillsammans med ytterligare 14 kommuner.